# Millôr Fernandes
Millôr Fernandes (Río de Janeiro, 16 de agosto de 1923 – 27 de marzo de 2012) fue un dibujante, humorista y dramaturgo brasileño.

## Biografía
Hijo de Francisco Fernandes, ingeniero español y de Maria Viola Fernandes, Fernandes comenzó su carrera periodística en 1938, publicando en diversas revistas brasileñas.
En 1955, Millor compartió con Saul Steinberg el primer premio en la Exposición Internacional de Caricaturas de Buenos Aires, y en 1957 tuvo una exposición individual en el Museo de Arte Moderno de Río de Janeiro. Junto con Jaguar, Ziraldo y otros fundó en 1969 el innovador semanario satírico «O Pasquim».
Millôr escribió diversas obres de éxito, y también tradujo clásicos como Shakespeare. Dibujó y escribió regularmente en importantes diarios y revistas del país.

## Obras[3]

### Libros de prosa
- Eva sem costela – Um livro em defesa do homem (1946)
- Tempo e contratempo (1949)
- Lições de um ignorante (1963)
- Fábulas Fabulosas (1964)
- Esta é a verdadeira história do Paraíso (1972)
- Trinta anos de mim mesmo (1972)
- Livro vermelho dos pensamentos de Millôr (1973)
- Compozissõis imfãtis (1975)
- Livro branco do humor (1975)
- Devora-me ou te decifro (1976)
- Millôr no Pasquim (1977)
- Reflexões sem dor (1977)
- Novas fábulas fabulosas (1978)
- Que país é este? (1978)
- Millôr Fernandes – Literatura comentada (1980)
- Todo homem é minha caça (1981)
- Diário da Nova República (1985)
- Eros uma vez (1987)
- Diário da Nova República, v. 2 (1988)
- "Diário da Nova República, v. 3 (1988)
- The cow went to the swamp ou A vaca foi pro brejo (1988)
- Humor nos tempos do Collor (1992, amb L. F. Veríssimo e Jô Soares)
- Millôr definitivo - A bíblia do caos (1994)
- Amostra bem-humorada (1997)
- Tempo e contratempo (2ª edição) – Millôr revisita Vão Gogô (1998)
- Crítica da razão impura ou O primado da ignorância – Sobre Brejal dos Guajas, de José Sarney, e Dependência e Desenvolvimento na América Latina, de Fernando Henrique Cardoso (2002)
- 100 Fábulas Fabulosas (2003)
- Apresentações (2004)

### Poesía
- Papaverum Millôr (1967)
- Hai-kais (1968)
- Poemas (1984)

### Artes visuales
- Desenhos (1981)

### Piezas teatrales y espectáculos musicales
- Pif-Paf – Edição extra! (1952)
- Uma mulher em três atos (1953)
- Do tamanho de um defunto (1955)
- Bonito como um deus (1955)
- A gaivota {1959)
- Um elefante no caos ou Jornal do Brasil ou, sobretudo, Por que me ufano do meu país (1962)
- Pigmaleoa (1965)
- Esse mundo é meu (1965)
- Liberdade liberdade (1965)
- Memórias de um sargento de milícias (1966)
- Momento 68 (1968)
- Mulher, esse super-homem (1969)
- Computa, computador, computa (1972)
- É... (1977)
- A história é uma istória (1978)
- Os órfãos de Jânio (1979)
- Bons tempos, hein?! (1979)
- Vidigal: Memórias de um sargento de milícias (1982)
- O homem do princípio ao fim (1982)
- Duas tábuas e uma paixão (1982)
- De repente (1984)
- O MPB-4 e o Dr. Çobral vão em busca do mal (1984)